# صنعت بازی ویدئویی

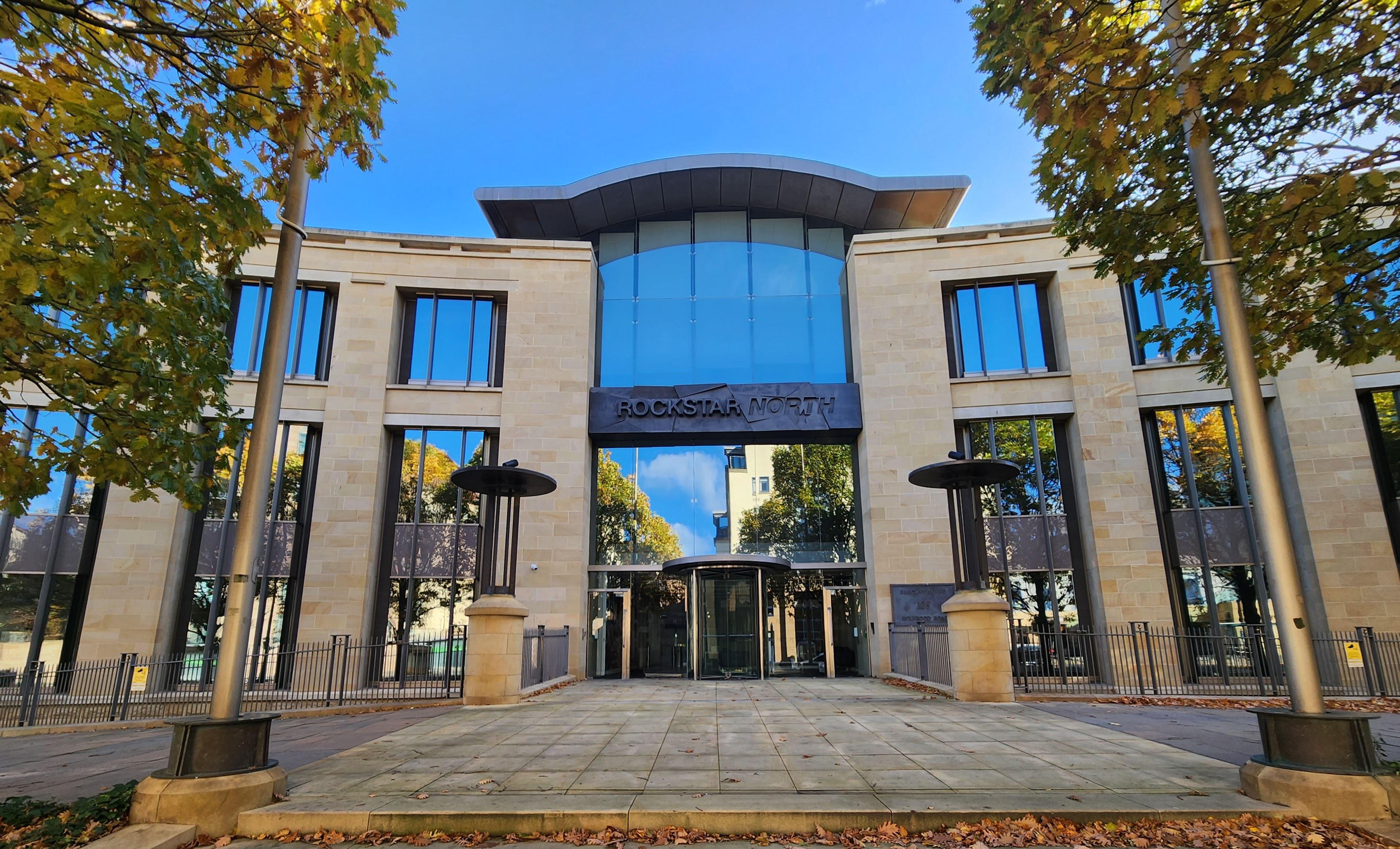
نمایی از ساختمان راک‌استار نورث، یکی از موفق‌ترین شرکت‌های توسعه‌دهندهٔ صنعت بازی

صنعت بازی‌های ویدئویی (به انگلیسی: Video game industry) بخش سوم و چهارم اقتصاد از صنعت سرگرمی است که در توسعه، بازاریابی، توزیع، درآمدزایی و بازخورد مصرف‌کنندگان از بازی‌های ویدئویی تخصص دارد. این صنعت ده‌ها پیشهٔ گوناگون را در بر می‌گیرد و بانی استخدام هزاران نفر در سراسر جهان در این بخش شده است. در سال ۲۰۱۸، بازی‌های ویدئویی ۱۳۴٫۹ میلیارد دلار در سراسر جهان فروش داشته‌اند.

## کلیات
صنعت بازی‌های ویدیویی از بازارهای متمرکز به جریان اصلی تبدیل شده است. بر پایهٔ گزارش سالانهٔ ESA صنعت بازی‌های رایانه‌ای در ایالات متحده، حدود ۹٫۵ میلیارد دلار در سال ۲۰۰۷، ۱۱٫۷ میلیارد دلار در سال ۲۰۰۸ و ۲۵٫۱ میلیارد دلار در سال ۲۰۱۰ درآمد تولید کرده است.
رایانه‌های شخصی مدرن پیشرفت‌ها و نوآوری‌های زیادی را مدیون صنعت بازی هستند: کارت‌های صدا، کارت‌های گرافیک و شتاب‌دهنده‌های گرافیکی سه بعدی، پردازنده‌های سریعتر و پردازنده‌های مشترک اختصاصی مانند فیز-اکس از پیشرفت‌های چشمگیر این موارد هستند.
صنعت بازی ویدئویی از دهه ۱۹۵۰ به صورت غیررسمی و در فضای دانشگاهی آمریکا زاده شد. در واقع می‌توان گفت دانشگاه ام. آی تی. از نخستین مراکز فعال برای خلق بازی ویدیویی بوده است.
این صنعت به دلیل برخورداری از چرخه اقتصادی و کنشگرانی نظیر تولیدکننده، رسانه یا بازی، مصرف‌کننده یا بازیکن/گیمر، ناشر، مارکتینگ و فروشگاه دیجیتالی و به دلیل گردش مالی قابل توجه که حتی از صنعت سینما هم چندبرابر بیشتر است، یک صنعت محسوب می‌شود.
مثلاً در ایران با توجه به گزارشی که بنیاد ملی بازی‌های رایانه‌ای در سال ۱۴۰۱ با عنوان «نمای باز ۱۴۰۰: شاخص‌ترین اطلاعات مصرف بازی در ایران» منتشر کرده است، در پایان سال ۱۴۰۰ تعداد گیمرهای ایرانی ۳۴ میلیون نفر و گردش مالی صنعت بازی ویدیویی که شامل خرید سخت‌افزار و نرم‌افزار بازی بوده است به بیش از ۱۹ هزار میلیارد تومان رسیده است.

## رشته‌های وابسته

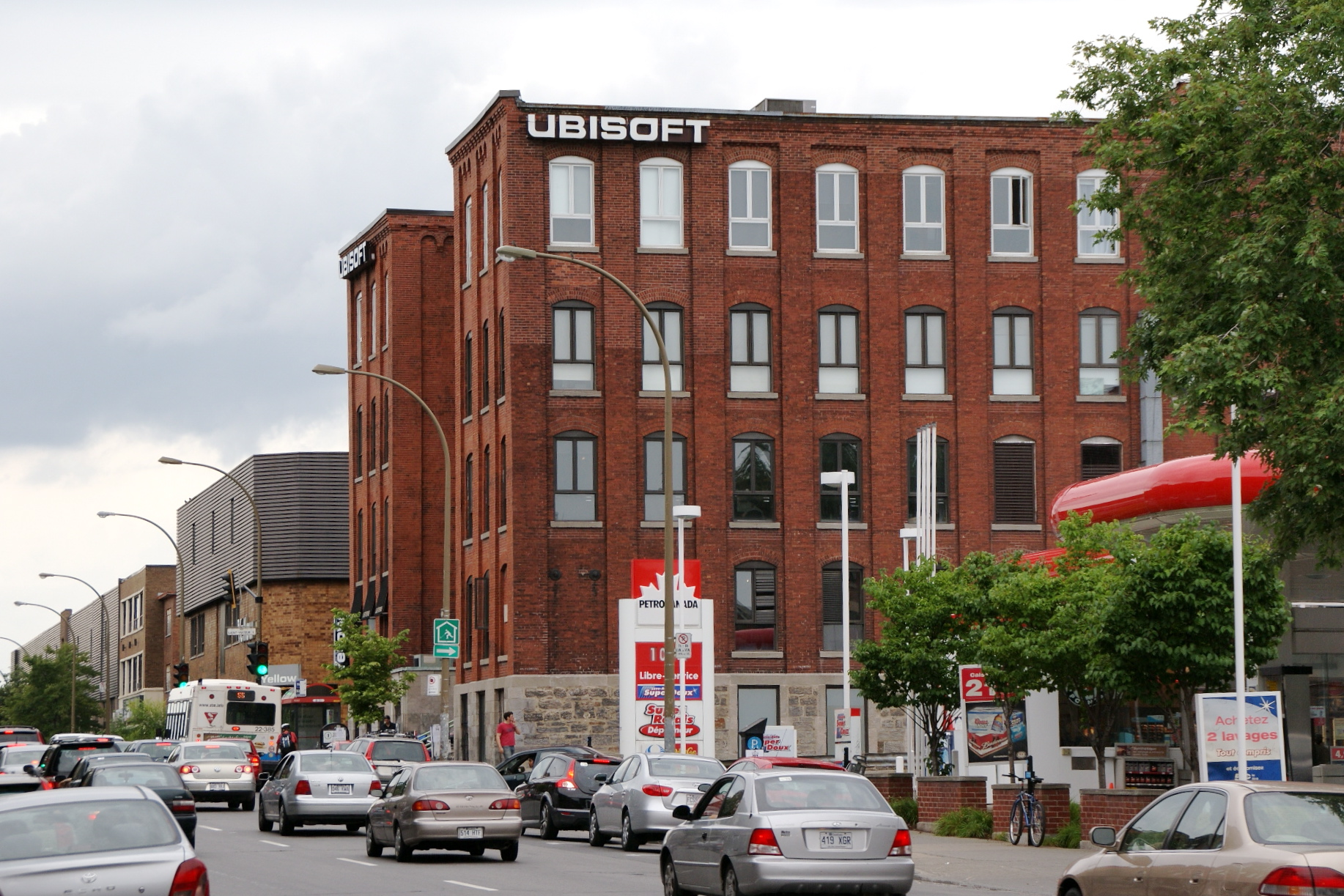
شرکت یوبی‌سافت مونترآل

صنعت بازی از افراد باتجربه در دیگر پیشه‌های سنتی بهره می‌برد، اما برخی از آن‌ها تجربه خود را با صنعت بازی متناسب سازی کرده‌اند. برخی از رشته‌های ویژه صنعت بازی عبارتند از: برنامه‌نویس بازی، طراح بازی، طراح مرحله، تهیه‌کننده بازی، هنرمند بازی و تست کننده بازی. بیشتر این افراد حرفه ای توسط سازندگان بازی‌های ویدیویی یا ناشران بازی‌های ویدیویی استخدام می‌شوند. با این حال، بسیاری از افراد به صورت تفریحی بازی‌های رایانه ای تولید می‌کنند و آنها را به صورت تجاری به فروش می‌رسانند. توسعه دهندگان و ناشران بازی‌ها گاهی افرادی را که دارای تجربه بالا یا طولانی مدت هستند، در جوامع ساخت مود به کار می‌گیرند.

## اقتصاد
بهره‌گیری گستردهٔ صنعت گیم از گرافیک سطح بالا در نسل هفتم کنسول‌ها، اندازهٔ تیم‌های بازی‌ساز را بسیار افزایش داد و شمار بازی‌های با بودجهٔ بالا و با کیفیت در حال توسعه را کاهش داد. در سال ۲۰۱۳، ریچارد هیلمن از الکترونیک آرتز تخمین زد که تنها ۲۵ توسعه‌دهنده روی چنین بازی‌هایی برای نسل هشتم کنسول‌ها کار می‌کردند، در مقایسه با ۱۲۵ تا در همان نقطه، در چرخهٔ کنسول‌های نسل هفتم یا هشت سال پیش.
تا سال ۲۰۱۸، صنعت بازی‌های ویدیویی ایالات متحده بر پایهٔ درآمد با صنعت فیلم این کشور، برابری می‌کرد و هر دو در آن سال حدود ۴۳ میلیارد دلار درآمدزایی داشتند.

## پیون به بیرون
- comp.games.development.industry (گروه‌های گوگل)
- International Game Developers Association
- Playing the Game: The Economics of the Computer Game Industry (انتشارات دانشگاه کمبریج)
- Sloperama: Game Biz Advice (Tom Sloper)
- German Game Portal